# Lagrave

Lagrave este o comună în departamentul Tarn din sudul Franței. În 2009 avea o populație de 1.791 de locuitori.

## Evoluția populației
| An        | 1975 | 1982 | 1990 | 1999  | 2006  | 2009  |
| --------- | ---- | ---- | ---- | ----- | ----- | ----- |
| Populație | 630  | 816  | 940  | 1.264 | 1.661 | 1.791 |